# Echinorhynchus gazae
Echinorhynchus gazae är en hakmaskart som beskrevs av Gmelin 1790. Echinorhynchus gazae ingår i släktet Echinorhynchus och familjen Echinorhynchidae. Inga underarter finns listade i Catalogue of Life.